# Naoki Takahashi (Fußballspieler, 2000)
Naoki Takahashi (japanisch 高橋 尚紀 Takahashi Naoki; * 11. Juni 2000 in der Präfektur Saitama) ist ein japanischer Fußballspieler.

## Karriere
Naoki Takahashi erlernte das Fußballspielen in der Schulmannschaft der Maebashi Ikuei High School sowie in der Universitätsmannschaft der Kokushikan-Universität. Seinen ersten Vertrag unterschrieb er am 1. Februar 2023 bei Kamatamare Sanuki. Der Verein aus Takamatsu, einer Stadt in der Präfektur Kagawa, spielte in der dritten japanischen Liga. Sein Drittligadebüt gab Naoki Takahashi am 5. August 2023 (21. Spieltag) im Auswärtsspiel gegen den SC Sagamihara. Bei der 1:0-Niederlage wurde er in der 80. Minute für Gentaro Yoshida eingewechselt.